# Wołoczebne
Wołoczebne, także chodzenie z Konopielką, włóczebne lub włóczonno – zwyczaj ludowy znany w Polsce na Mazowszu i Podlasiu, zwłaszcza na Białostocczyźnie, ale także na Litwie, Białorusi, Ukrainie i w Rosji.  

## Etymologia
Nazwa obrzędu pochodzi od wprowadzonej za czasów Zygmunta II Augusta daniny od wielkości gruntu. Słowo „konopielka” to metaforyczne określenie dziewczyny, panienki. Dosłowne jego tłumaczenie to: len, konopie – w słowiańskim folklorze były symbolem płodności i bogactwa.

## Historia
W XX wieku młodzi mężczyźni (tzw. wołoczebnicy) chodzili po domach od zachodu słońca w Niedzielę Wielkanocną aż po świt Wielkanocnego Poniedziałku, składając gospodarzom życzenia, śpiewając pieśni pobożne i dyngusowe (w tym charakterystyczne dla zwyczaju pieśni wołczebne). Otrzymywali oni za to dary (tzw. wołoczebne, na Litwie wykupne), głównie wódkę, kiełbasę i jajka. Pod oknami młodych panien ten zwyczaj przybierał charakter zalotny – śpiewano konopielkę.
Obecnie w niektórych podlaskich wsiach organizowane są takie obrzędy. Tradycję wołoczenia wiosennego, podobnie jak kolędowania zimowego podtrzymują zespoły ludowe, które odtwarzają jego przebieg w czasie spotkań jak „Wiosenne spotkanie z Konopielką” w Knyszynie.

## Przebieg
Chodzenie z konopielką  na Podlasiu rozpoczynano po południu w Niedzielę Wielkanocną, kompanie zbierały się po południu w Wielkanoc, a wołoczenie trwało całą noc do godzin przedpołudniowych w Poniedziałek Wielkanocny. Kompanie składały się z kilkunastu mężczyzn, w każdej z nich był tzw. zapiewajło – mężczyzna doskonale znający nie tylko teksty pieśni, ale również wszystkich mieszkańców wsi. Życzenia śpiewano przy akompaniamencie harmonii, skrzypiec lub ustnej harmonijki. Chodzenie rozpoczynano od pytania kierowanego do gospodarzy z prośbą o pozwolenie na rozweselenie domu. Po uzyskaniu zezwolenia śpiewano pieśni o tematyce religijnej, nawiązując treścią do Wielkanocy. Wołoczebnicy po odśpiewaniu pieśni religijnych rozpoczynali śpiew pieśni włóczebnych nieposiadających charakteru religijnego, rodzaj tych pieśni uzależniono od ich adresatów, którymi mogli być gospodarze, panny na wydaniu. Gospodarzom życzyło się zdrowia, powodzenia w hodowli, zebrania obfitych plonów natomiast pannom szczęścia w miłości i szybkiego zawarcia związku małżeńskiego. Jeśli odmówiono kawalerom poczęstunku, śpiewali złośliwe piosenki. Bano się takich przyśpiewek, bo wierzono, że wróżą nieszczęście, a córce gospodarzy – staropanieństwo. Często w pieśniach włóczebnych pojawiają się święci, najczęściej Św. Jerzy, który udziela pomocy gospodarzowi.